# استان جافخان
استان جافخان یا جابخان یا زاوخان (به زبان مغولی: Завхан аймаг، [Zavxan ajmag]؛ ᠵᠠᠪᠬᠠᠨ ᠠᠶᠢᠮᠠᠭ، [jabqan ayimaɣ]) یک استان در کشور مغولستان است.

## خصوصیات
استان جافخان ۸۲٬۴۵۵٫۶۶ کیلومترمربع مساحت و ۷۳٬۳۵۵ نفر جمعیت دارد.